# Qussayr Amra
Qussayr Amra o Qasr Amra (àrab: قصير عمرة, quṣayr ʿAmra, ‘castellet d'Amra’, o قصر عمرة, qaṣr ʿAmra, ‘castell d'Amra’) és el més cèlebre dels castells del desert de l'est de Jordània. Va ser construït al principi del segle viii (probablement entre el 711 i el 715) pel califa omeia Walid I, en l'època d'expansió de la dominació islàmica en aquesta regió. És un dels exemples més notables del primer art omeia i de l'arquitectura islàmica. La transliteració de l'àrab dona lloc a diverses variants com Qusseir Amra, Qasr Amrah o Qassayr Amra, entre d'altres. Ha estat declarat Patrimoni de la Humanitat de la UNESCO l'any 1985.

## Història

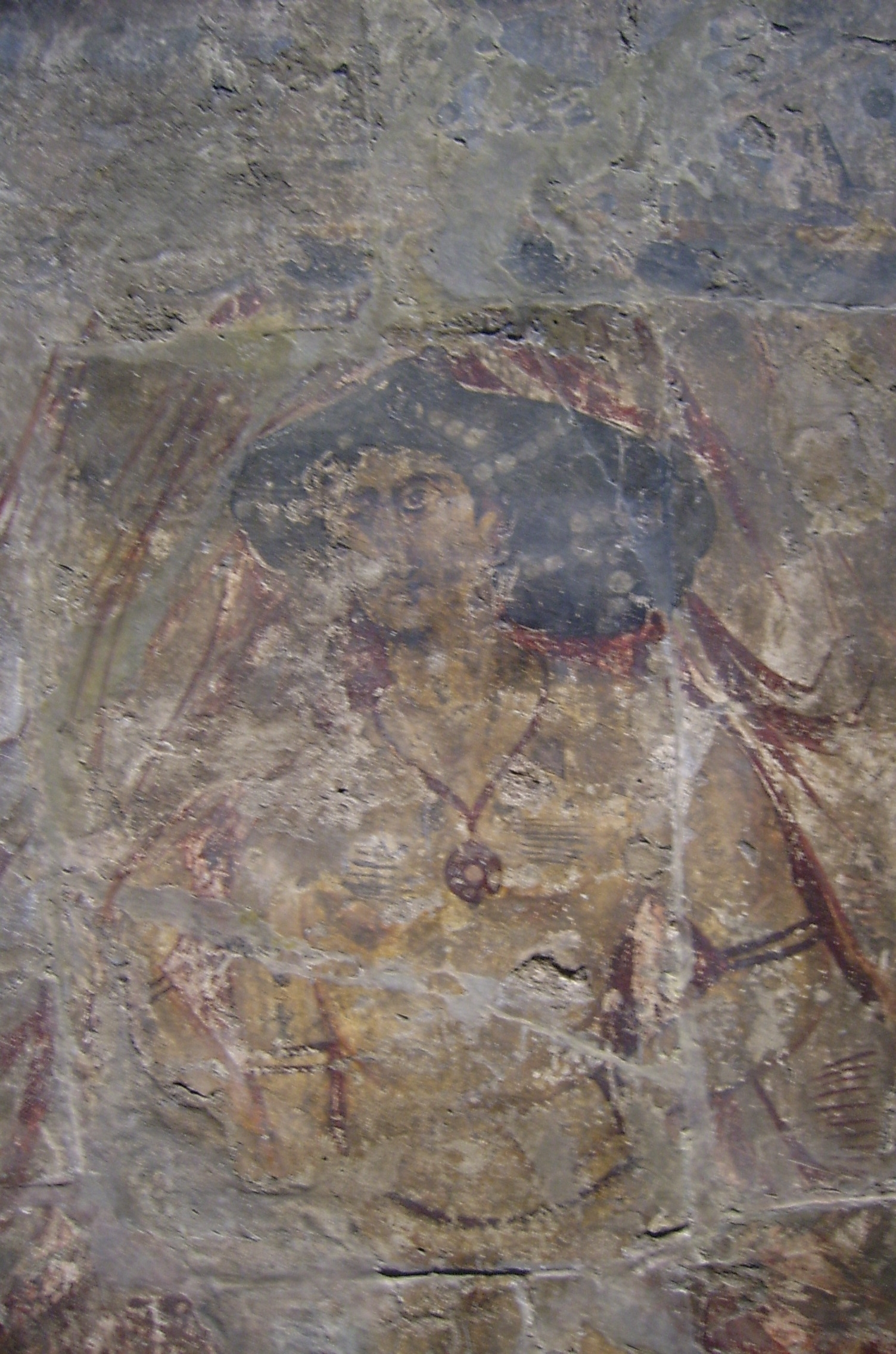
Fresc de Qussayr Amra al Museu de Pèrgam (Berlín)

El castell va ser utilitzat com a lloc d'estiueig pel califa o pels seus prínceps, per a l'esport i el plaer. El seu interior es va recobrir de frescs que descriuen escenes de caça, fruits i dones (amb mamífers ja extints a l'Orient Pròxim per l'excés de cacera). També conté un sistema termal dividit en tres parts, que testimonia una influència romana.
Les condicions de conservació són pitjors que les d'altres castells del desert, ja que els frescos han estat danyats per grafits. Els projectes de restauració estan en marxa.
Va ser redescobert per Alois Musil l'any 1898.